# Korunní princ (film, 2015)
Korunní princ je český televizní pohádkový film režiséra Karla Janáka z roku 2015. Premiérově byl vysílán 24. prosince 2015 na stanici ČT1 jako štědrovečerní pohádka České televize. Pohádka byla natočena na hradech Kokořín, Křivoklát a v jeskyni Býčí skála.
Film byl nominován na Českého lva v kategorii Nejlepší televizní film nebo minisérie. Na stránce ČSFD získala filmová pohádka hodnocení 70%.

## Obsazení

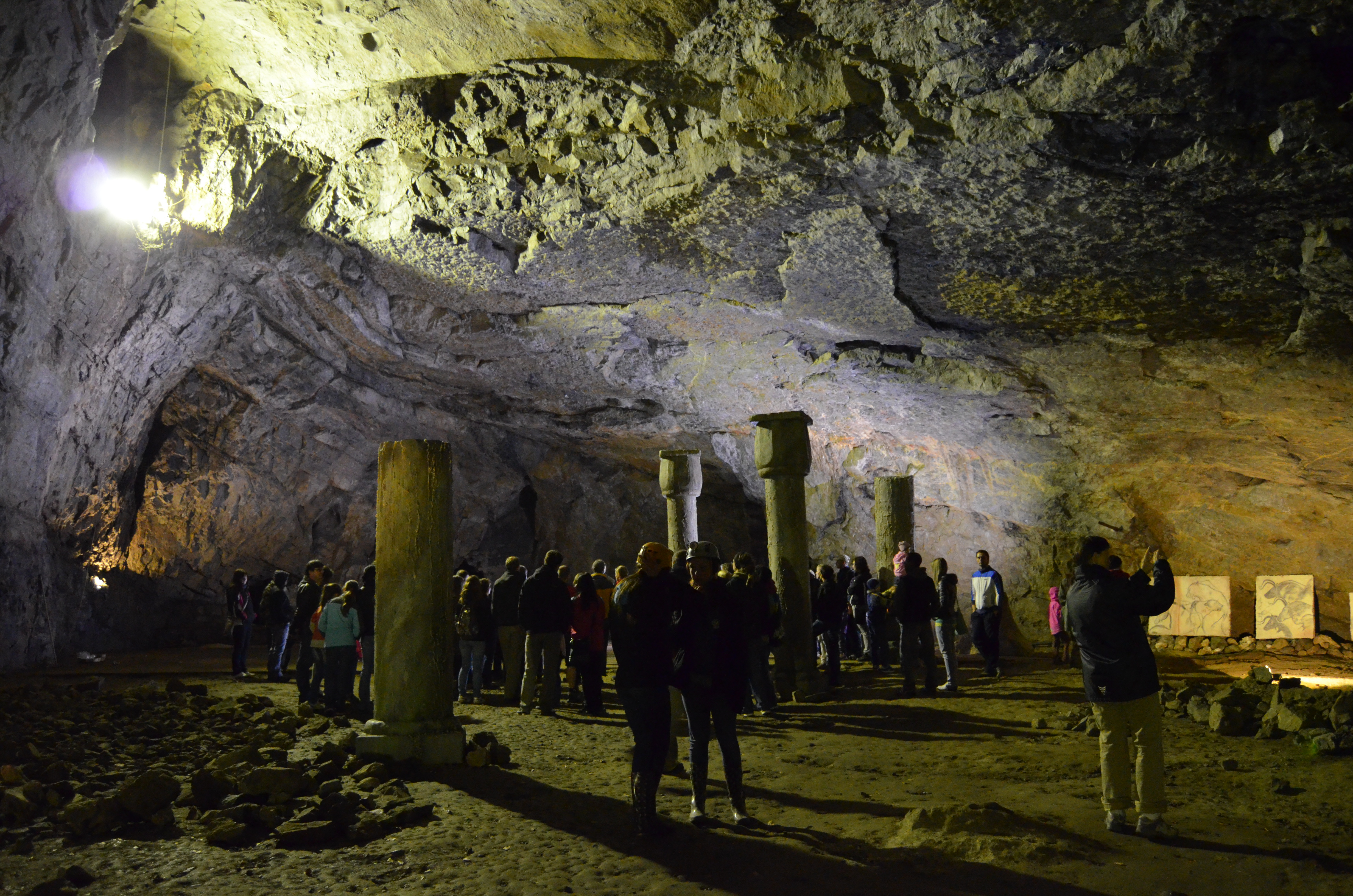
Interiér jeskyně Býčí skála, kde po filmařích zůstaly kulisy

| Patrik Děrgel         | princ Jan                     |
| Kryštof Hádek         | princ Karel                   |
| Eva Josefíková        | princezna Viktorie            |
| Petr Štěpánek         | král Filip                    |
| Zlata Adamovská       | královna Kateřina             |
| Pavel Kříž            | sluha Pakosta                 |
| Josef Abrhám          | čaroděj Kruciatus             |
| Ladislav Mrkvička     | Zahradníček, sluha Kruciatuse |
| Jaromír Hanzlík       | král Alexandr                 |
| Veronika Freimanová   | královna Markéta              |
| Jaroslav Plesl        | Cecil                         |
| Kristýna Liška Boková | hostinská                     |
| Milan Němec           | malý princ Jan                |
| Matyáš Svoboda        | malý princ Karel              |
| Rostislav Novák       | králův rádce                  |
| Milan Enčev           | sluha Servác                  |
| Petr Halíček          | voják Makovec                 |
| Michael Beran         | velitel stráže                |
| Josef Kuhn            |                               |
| Michal Suchánek       |                               |
| Michal Nesvadba       |                               |
| Dagmar Patrasová      |                               |